# Alberto Ormaetxea
Alberto Ormaetxea, né le 7 avril 1939 à Eibar et décédé le 27 octobre 2005 à Saint-Sébastien, était un footballeur espagnol devenu entraîneur.

## Biographie
Il effectue toute sa carrière professionnelle à la Real Sociedad de 1962 à 1972.
Il est entraîneur de la Real Sociedad de 1978 à 1985 et remporte deux titres de champion d'Espagne en 1981 et 1982 après avoir été vice-champion en 1980.